# Praseodym(IV)-oxid
Praseodym(IV)-oxid ist eine anorganische chemische Verbindung des Praseodyms aus der Gruppe der Oxide.

## Gewinnung und Darstellung
Praseodym(IV)-oxid kann aus niederen Praseodymoxiden, speziell aus dem Praseodym(III,IV)-oxid durch Erhitzen in Sauerstoff bei hohem Druck gewonnen werden. Bei gewöhnlichem Druck lässt sich die Verbindung durch solvolytische Disproportionierung gewinnen.
{\displaystyle {\ce {Pr6O11 -> 4 PrO2 + Pr2O3}}}

## Eigenschaften
Praseodym(IV)-oxid ist ein braunschwarzer Feststoff. Er spaltet bei Temperaturen über 200 °C Sauerstoff ab und besitzt eine Kristallstruktur vom Calciumfluorid-Typ (a = 539,3 pm).